# Circ de Baiau
El circ de Baiau és un circ d'origen glacial situat a la capçalera del riu Noguera de Vallferrera al terme municipal d'Alins (Pallars Sobirà).
El circ de baiau queda definit i tancat pels serrats i els cims que van des del pic de Lavans, al nord (fent límit amb l'Arieja) fins al pic de Vallpeguera. El serrat muntanyenc entre el pic de Medacorba i el pic de Sanfonts, forma el límit fronterer amb el Principat d'Andorra. L'extrem sud-oest del circ queda delimitat pel veï circ d'Escorbes on hi ha els estanys homònims.
La zona és dins el perímetre protegit del Parc Natural de l'Alt Pirineu.

## Cims que envolten el circ
En sentit horari, des del nord fins al sud-oest: pic de Lavans (2.896 m), pic de Medacorba (2.915 m), Roca Entravessada (2.929 m), pic de Baiau (2.885 m), agulla de Baiau (2.860 m), pic de Sanfonts (2.886 m) i pic de Vallpeguera (2.743 m).
| Riu de Baiau       | Pic de Lavans   | Pic de Medacorba  |
| Pic d'Escorbes     |                 | Pic de Baiau      |
| Pic de Vallpeguera | Pic de Sanfonts | Portella de Baiau |

## Passos muntanyencs
Portella de Baiau (2.766 m): entre el pic i l'agulla de Baiau (sender GR 11) comunica el circ de Baiau amb la vall de la Valira d'Ordino i el poble d'Arinsal (Andorra) a través de la coma Pedrosa.
Port de Boet (2.511 m): entre la Serreta de Lavans i la Pica Roja comunica la vall de la Noguera de Vallferrera amb la vall de Solcén (Arieja)
Coll dels Estanys Forcats (2.742 m): entre el pic de Medacorba i la Roca Entravessada (variant del GR 11) passant del cercle de Baiau cap a Arinsal (Andorra) pels estanys Forcats i la coma del pla de l'Estany.
Portella de Vallpeguera (2.683 m): entre el npic d'Escorbes i el pic de Vallpeguera passant del circ de Baiau cap a la vall de la Noguera de Tor i poble de Tor i Alins (Pallars Sobirà).

## Hidrografia
El circ de Baiau conté una coma o conca lacustre amb estanys d'origen glacial com els estanys de Baiau i altres estanyols com l'estanyet de Baiau (2.403,7 m).
Els vessants del circ de Baiau concentren les seves aigües en el riu de Baiau que també pren l'aigua procedent dels vessants del circ i estanys d'Escorbes, a l'oest, i les que baixen des del port de Boet i la Pica Roja, al nord. Més avall les aigües transccorren pel pla d'arcalís i pel pla de Boet fins a confluir al barranc d'arcalis i al riu Noguera de Vallferrera.